# 何塞·玛丽亚·菲格雷斯
何塞·玛丽亚·菲格雷斯·奥尔森（西班牙語：José María Figueres Olsen，1954年12月24日—），哥斯达黎加商人、政治家，曾于1994年至1998年担任哥斯达黎加总统。

## 人物经历
菲格雷斯1954年12月24日出生在哥斯达黎加圣何塞附近的拉鲁查庄园。其父何塞·菲格雷斯·费雷尔是解放党的创始人和最高领袖，曾三次担任哥斯达黎加总统。
1974至1979年菲格雷斯在美国纽约的西点军校学习，并获得该学院的学士学位。1991年，菲格雷斯获得哈佛大学肯尼迪学院获公共事务管理硕士学位。
在80年代，菲格雷斯就加入其父何塞·菲格雷斯·费雷尔创建的民族解放党，在1988年，他担任港口管理监察和大西洋发展委员会的主席和家畜发展和动物健康计划管理局主席。其后在奥斯卡·阿里亚斯执政的最后两年时期，先后担任外贸部长和农牧业部长。
1994年2月，当选为总统，同年5月8日就职。在任期间，他签署了与IMF结构相关的的调整方案，部分国有公司被私有化，结束公共银行部分业务系统的独占。1994年菲格雷斯与墨西哥签署双边自由贸易协议，使得哥斯达黎加成为第一个与北美缔结自由贸易协议的中美洲国家。
1998年卸任后，菲格雷斯曾长期旅居瑞士，因在他执政期间的腐败罪名而不愿返回他的国家。 2022年，菲格雷斯回到哥斯达黎加参加总统选举，但被社会民主进步党候选人羅德里戈·查韋斯·羅伯斯击败。

## 家庭
1978年菲格雷斯和历史学家何塞特·阿尔特曼·波旁结婚，虽然两人的家族政治意见对立派，但波旁表示，“重要的不是家族的政治色彩，而是具有共同理想和目标”。他们有一儿一女。